# Olli & Lissa 3: The Candlelight Adventure
Olli & Lissa 3: The Candlelight Adventure is een computerspel dat werd ontwikkeld door Hard & Software en uitgegeven door Codemasters. Het spel kwam in 1989 uit voor de Amstrad CPC. Een jaar later kwam het ook beschikbaar voor de Commodore 64 en de ZX Spectrum. De bedoeling van het platformspel is om in een kasteel auto onderdelen te verzamelen en zo een auto compleet te krijgen. Onderweg kunnen bonusitems gevonden worden, zoals sleutels, kaarslicht opladers, levens en telefoons. Het perspectief van het spel wordt getoond in de derde persoon.

## Platforms
| Jaar | Platform                  |
| ---- | ------------------------- |
| 1989 | Amstrad CPC               |
| 1990 | Commodore 64, ZX Spectrum |

## Ontvangst
| Beoordeeld door | Platform     | Datum     | Score |
| --------------- | ------------ | --------- | ----- |
| Zzap!           | Commodore 64 | juli 1990 | 84%   |